# Ricard Balanzá Martínez
Ricard Balanzá Martínez (Benifairó de les Valls, 27 de juny de 1989) és un artista faller llicenciat en belles arts per la UPV i professor en la Universitat Jaume I.

## Trajectòria artística
El seu debut en Falla gran va tindre lloc l'any 2007 amb l'obra Futura per la Falla municipal de Benifairó de les Valls. Per aquella època també ajudava esporàdicament a l'artista Toni Verdugo. En el 2010 va estar al taller de David Moreno durant la creació de la Falla infantil de la comissió Jesús-Sant Francesc de Borja va obtindre el tercer premi d'Especial de les falles infantils de València.
Va plantar la seua primera falla infantil a l'any 2011 en la demarcació de la comissió Primat Reig-Sant Vicent de Paül amb el lema Apardalats. Considerat un artista de trajectòria reconeguda i gran prestigi, des del 2013 realitza la falla infantil de la comissió Plaça Doctor Collado, que el 2018 va rebre el primer «premi d'enginy i gràcia» en la secció 8. També el 2018, la falla Buit i plenitud (Jesús Morante i Boràs-Caminot) va ser distingida per l'Ajuntament de València en la secció experimental. S'ha destacat el seu treball amb el color i l'estil innovador. A la seua producció artística el 2018 hi ha una vintena de falles infantils i grans.
L'obra de Ricard Balanzá es caracteritza «per una defensa de la senzillesa a través d'aquells elements que, sense renunciar a una convenció establerta per l'ús i pel temps, transcendeixen a una exquisidea que han convertit a les seues aportacions en el món de les falles en plenament recognoscibles i personals; per tal d'establir-se com un dels autors imprescindibles del panorama artístic faller en l'actualitat, a través de la conjunció metòdica de coneixement i pausada praxi.»
Els temes i formes tractats en l'obra fallera de Ricard «no cerquen l'originalitat: el paisatge, l'horta, els busts, les figures essencialment clàssiques, la identitat... no són nous. Però en el seu quefer artístic apareixen tractats amb una personalitat que demostra, una vegada més, que no és tan important l'originalitat del tema com l'originalitat i diferència en el seu plantejament.»
Amb els anys, Balanzà continua sent una persona inquieta que assumeix nous reptes, amb la motivació de les paraules de Miquel Barceló: «tots els dies he d'aprendre alguna cosa nova». Per això, quan acabà es estudis de Belles Arts, va fer el màster de professor a la Universitat de València, i després estudià un postgrau en Educació Artística i Gestió Cultural en la Universitat de València. En 2016, i pel seu amor a l'escultura, començà Ceràmica Artística a l'Escola d'Art Superior de Manises, estudis que acabaria en el 2019. Com a amant a les lletres i de la lectura, Ricard Balanzà guanya l'any 2018 el Premi Soler i Godes que convoca l'Associació d'Estudis Fallers i la Federació de les Lletres Falleres al millor article publicat en un llibret de falla, amb «Enrònies que perduren».
Actualment, immers en projectes de l'any 2020, Balanzà imparteix classes d'Educació Artística a l'UJI per al professorat, i és un artista faller consolidat. Enguany podrem gaudir de les seues creacions a la Punta i Mestre Aràmbul a València. I, com no, a Sagunt, a la comarca del poble que l'ha vist nàixer, envoltat dins de «Creació d'Infantesa», el projecte gran i infantil de la Falla El Mocador 2020. Té clar que el que més valora l'artista Balanzà és el reconeixement de traure un projecte cultural que agrade a la gent.